# Leesburg (Wirginia)
Leesburg – miasto w Stanach Zjednoczonych, w stanie Wirginia, siedziba administracyjna hrabstwa Loudoun.